# Championnat Provincial de Curling Masculin
The Dominion Tankard – prowincjonalne mistrzostwa mężczyzn Quebecu w curlingu, zwycięzca występuje jako reprezentacja prowincji na the Brier. Zawody rozgrywane są od 1927.
Do 1931 Montreal posiadał własną reprezentację na mistrzostwach Kanady. Zwycięska drużyna otrzymuje McIntyre Trophy.

## Mistrzowie Quebecu
| Rok  | Czwarty            | Trzeci               | Drugi               | Otwierający       | Pozycja na the Brier |
| ---- | ------------------ | -------------------- | ------------------- | ----------------- | -------------------- |
| 1927 | Robert Whyte       | Robert Morton        | Malcolm Holliday    | Joe Power         | 7.                   |
| 1928 | S.G. Newton        | E.L. Altheer         | W.J. Banks          | J.E. Purcell      | 9.                   |
| 1929 | Archie Bell        | A.A. Fleming         | H. Huestis          | E.E. Turner       | 7.                   |
| 1930 | John Darby         | Harold Reid          | Arthur Lunan        | Chester Oney      | 5.                   |
| 1931 | Peter Lyall        | Ormiston Roy         | Howard Stewart      | Johnny Roy        | 9.                   |
| 1932 | Peter Lyall        | A.R. Vallance        | Howard Stewart      | E.G. Graves       | 7.                   |
| 1933 | Ren Fortier        | Harry Walker         | Art Condie          | William Weldon    | 8.                   |
| 1934 | A.H.M. May         | Justice Langlais     | Jim Weyman          | F.E. Findlay      | 7.                   |
| 1935 | Billy Mcgerrigle   | Arthur Lunan         | Clarence Mcgerrigle | L.D. Merkley      | 8.                   |
| 1936 | C.B. Bignell       | Gordon Ross Junior   | K.O. Baptist        | Lionel Roy        | 8.                   |
| 1937 | Ormiston Roy       | John Roy             | Howard Stewart      | Eddie Maw         | 8.                   |
| 1938 | Robert Cream       | Sid Annett           | Ed Ployart          | Percy Woods       | 9.                   |
| 1939 | Robert Cream       | Ted Thompson         | Ed Ployart          | Sam Trueman       | 10.                  |
| 1940 | Archie Bell        | Jim Elliott          | Jim Weyman          | George Warner     | 8.                   |
| 1941 | Charles Handley    | Edmond Amand         | Herbert Duchene     | Red Beaudry       | 10.                  |
| 1942 | John Ross Junior   | Erle Martin          | Chris Newman        | John Carr         | 10.                  |
| 1943 | H.W. Mcgerrigle    | A.F. Muth            | W.D. Muir           | V.E. Lyon         | x                    |
| 1944 | H.W. Mcgerrigle    | A.F. Muth            | W.D. Muir           | V.E. Lyon         | x                    |
| 1945 | Rober Cream        | Thomas Bettie        | Hebert Simmons      | A.D. Lennon       | x                    |
| 1946 | Ted Thompson       | Ken Gebbie           | Ben Ferguson        | Immie Patton      | 7.                   |
| 1947 | Robert Cream       | Tom Beattie          | Herb Simons         | Tommy Dewolfe     | 9.                   |
| 1948 | Gus Amyot          | Guy Piette           | Pierre Amyot        | Ernie Blais       | 9.                   |
| 1949 | Roderique Cote     | Herm Gagnon          | Charles Côté        | Maurice Pluze     | 9.                   |
| 1950 | Hebert Simons      | Tom Beattie          | Robert Cream        | Andy Beattie      | 4.                   |
| 1951 | Merle Thomas       | Jean-Paul Bonneville | Gus Peppard         | Al Randal         | 9.                   |
| 1952 | Ken Weldon         | Chester Mccance      | Joe Hawkins         | Jim Turney        | 6.                   |
| 1953 | Ken Weldon         | Chester Mccance      | Joe Hawkins         | Jim Turney        |                      |
| 1954 | Bill Tracy         | Bill White           | Ford Loucks         | Bill Wallace      | 10.                  |
| 1955 | Olivier Samson     | Bill Macdonald       | Gabriel Boivin      | Aime Ouellet      | 11.                  |
| 1956 | Walter Smith       | Ed Whitham           | Harry Foster        | Bud Little        | 5.                   |
| 1957 | Ken Weldon         | Bill Isaac           | Art Hutchingame     | Bruce Coulter     | 6.                   |
| 1958 | Bob Lahaie         | Jean-Louis Lacroix   | Yvon Plourde        | Maurce Campbell   | 9.                   |
| 1959 | Jack Bergman       | Doug Norris          | Harv Mccaig         | John Doran        | 11.                  |
| 1960 | Ted Hunt           | Gordie Cape          | Ralphe Hoppe        | Art Lamb          | 6.                   |
| 1961 | Tom Welch          | Jack Crombie         | Gene Hodgson        | Graham Perry      | 9.                   |
| 1962 | Bill Armstrong     | Gordie Cape          | Garth Butler        | Jim Wilson        | 9.                   |
| 1963 | Bill Kent          | Doug Wood            | Ron Fellows         | Keith Sproule     | 10.                  |
| 1964 | Elmer Black        | John Logan           | Oakley Mcrae        | Bill Ness         | 4.                   |
| 1965 | Bill Tracy         | Doug Stuart          | Earl Carson         | Ed Wood           | 5.                   |
| 1966 | Bill Tracy         | Earl Carson          | Chuck Perry         | Terry Bloom       | 8.                   |
| 1967 | Bruce Beveridge    | Derek Lunn           | Charlie Hayes       | Irv Young         | 6.                   |
| 1968 | Bill Tracy         | Earl Carson          | Al Sully            | Ed Wood           | 9.                   |
| 1969 | Earl Carson        | Doug Stuart          | Al Sully            | Ed Wood           | 5.                   |
| 1970 | Bill Kent          | John Hammond         | Don Aitken          | Art Lobel         | 11.                  |
| 1971 | Bill Ott           | Tom Fisher           | Herb Miyashita      | John Walling      | 11.                  |
| 1972 | Bill Kent          | Art Lobel            | Don Aitken          | Murray Gregga     |                      |
| 1973 | Dave Moon          | André Émond          | Ken Graham          | Claude Coursol    | 11.                  |
| 1974 | Jim Ursel          | Bill Ross            | Alf Berting         | Fred Topp         |                      |
| 1975 | Jim Ursel          | Bill Ross            | Alf Berting         | Fred Topp         | 5.                   |
| 1976 | Jim Ursel          | Art Lobel            | Don Aitken          | Brian Ross        | 5.                   |
| 1977 | Jim Ursel          | Art Lobel            | Don Aitken          | Brian Ross        |                      |
| 1978 | Steve Ducat        | Karl Murovic         | Glenn Aldridge      | Malcolm Turner    | 12.                  |
| 1979 | Jim Ursel          | Don Aitken           | Warren Wallace      | Malcolm Turner    | 7.                   |
| 1980 | Jim Ursel          | Don Aitken           | Lawren Steventon    | Malcolm Turner    | 4.                   |
| 1981 | Brian Ness         | Karl Murovic         | Roy Weigand         | Bob Carter        | 6.                   |
| 1982 | Don Aitken         | Earle Morris         | Lawren Steventon    | Malcolm Turner    | 10.                  |
| 1983 | Denis Marchand     | Denis Cécil          | Claude Lauzièrre    | Yves Barrette     | 5.                   |
| 1984 | Rollie Paquin      | Geoff Hincks         | Ron Macdonald       | Neil Millard      | 10.                  |
| 1985 | Don Aitken         | Rob Maclean          | Andrew Carter       | Dan Belliveau     | 4.                   |
| 1986 | Gord Hess          | Kevin Adams          | Malcolm Turner      | Don Reddick       | 8.                   |
| 1987 | Kevin Adams        | Malcolm Turner       | Don Reddick         | Ian Journeaux     | 7.                   |
| 1988 | Lawren Steventon   | Peter Gawel          | Marco Ferraro       | Dean Gemmell      | 8.                   |
| 1989 | Pierre Charette    | André Lafleur        | Don Westphal        | Richard Bisson    | 8.                   |
| 1990 | Kevin Adams        | Rob Maclean          | Malcolm Turner      | Don Reddick       | 8.                   |
| 1991 | Kevin Adams        | Rob Maclean          | Don Reddick         | Andrew Carter     | 12.                  |
| 1992 | Ted Butler         | Daniel Lemery        | André Lafleur       | Louis Biron       | 4.                   |
| 1993 | Pierre Charette    | Daniel Lemery        | Don Westphal        | Louis Biron       | 6.                   |
| 1994 | Ghislain Doyon     | Jean-Yves Lemay      | Jean Maurice        | Martin Gervais    | 6.                   |
| 1995 | Steeve Gagnon      | Greg Mimeault        | Bernard Mimeault    | Rodrigue Tremblay | 9.                   |
| 1996 | Don Westphal       | Daniel Lemery        | Louis Biron         | Pierre Charette   |                      |
| 1997 | Don Westphal       | Daniel Lemery        | Pierre Charette     | Louis Biron       | 5.                   |
| 1998 | Guy Hemmings       | Pierre Charette      | Guy Thibaudeau      | Dale Ness         |                      |
| 1999 | Guy Hemmings       | Pierre Charette      | Guy Thibaudeau      | Dale Ness         |                      |
| 2000 | François Roberge   | Maxime Elmaleh       | Éric Sylvain        | Jean Gagnon       |                      |
| 2001 | Guy Hemmings       | Don Westphal         | Guy Thibaudeau      | Dale Ness         | 4.                   |
| 2002 | François Roberge   | Maxime Elmaleh       | Éric Sylvain        | Jean Gagnon       | 11.                  |
| 2003 | Guy Hemmings       | Don Westphal         | Jean-Michel Ménard  | Dale Ness         | 6.                   |
| 2004 | Daniel Lafleur     | Steeve Gagnon        | Jean-Sébastien Roy, | Maurice Cayouette | 10.                  |
| 2005 | Jean-Michel Ménard | François Roberge     | Éric Sylvain        | Maxime Elmaleh    | 4.                   |
| 2006 | Jean-Michel Ménard | François Roberge     | Éric Sylvain        | Maxime Elmaleh    |                      |
| 2007 | Pierre Charette    | Martin Ferland       | Philippe Lemay      | Marco Berthelot   | 9.                   |
| 2008 | Jean-Michel Ménard | Martin Crête         | Éric Sylvain        | Jean Gagnon       | 7.                   |
| 2009 | Jean-Michel Ménard | Martin Crête         | Éric Sylvain        | Jean Gagnon       | 5.                   |
| 2010 | Serge Reid         | François Gionest     | Simon Collin        | Steeve Villeneuve | 6.                   |
| 2011 | François Gagné     | Robert Desjardins    | Christian Bouchard  | Philippe Ménard   | 10.                  |
| 2012 | Robert Desjardins  | Jean-Sébastien Roy   | Steven Munroe       | Steeve Villeuve   | 9.                   |
| 2013 | Jean-Michel Ménard | Martin Crête         | Éric Sylvain        | Philippe Ménard   | 6.                   |
| 2014 | Jean-Michel Ménard | Martin Crête         | Éric Sylvain        | Philippe Ménard   | 4.                   |
| 2015 | Jean-Michel Ménard | Martin Crête         | Éric Sylvain        | Philippe Ménard   | 6.                   |

## Reprezentacja Quebecu na the Brier i mistrzostwach świata
Zawodnicy reprezentujący Quebec dwukrotnie sięgali po tytuł mistrzów Kanady. Pierwszy raz dokonała tego w 1977 drużyna Jima Ursela, drugi raz miało to miejsce po 29 latach - w 2006 triumfował zespół Jean-Michel Ménarda. Dodatkowo była to pierwsza w pełni frankofońska drużyna mistrzowska. 4 razy drużyny z tej prowincji zdobywali srebrne medale a 3-krotnie brązowe.
Podczas dwóch występów na mistrzostwach świata Kanadyjczycy zdobywali srebrne medale. W 1977 w finale lepsi okazali się być Szwedzi (Ragnar Kamp), którzy wygrali wynikiem 8:5. Za drugim razem Ménard uległ 4:7 Szkotom (David Murdoch).